# Archipines macromaculata
Archipines macromaculata is een keversoort uit de familie zwamkevers (Endomychidae). De wetenschappelijke naam van de soort werd in 2002 gepubliceerd door Tomaszewska.